# Minuteman-1
Minuteman-1 – pierwszy człon napędowy pocisków balistycznych ICBM Minuteman I. Po wycofaniu tych pocisków ze służby, część ich jednostek napędowych została wykorzystana do testów w ramach amerykańskich programów antybalistycznych oraz w komercyjnej rakiecie nośnej Minotaur. Używany od września 1959 roku.
W rakiecie Minotaur 1 silnik członu występuje w wariancie M55E1 o obniżonym ciągu.